# Reinhold Zippelius
Reinhold Zippelius (nascido em 19 de Maio de 1928) foi um acadêmico e jurista Alemão. Hoje aposentado, ele foi professor de Filosofia do direito e de direito Público na Universidade de Erlangen-Nuremberg.

## Vida e carreira
Reinhold Walter Zippelius nasceu em Ansbach (oeste de Nuremberg), filho de Hans Zippelius e Marie (Stoessel) Zippelius.[carece de fontes?]
Ele iniciou seu estudo da jurisprudência em 1947 em Würzburg, e continuou em Erlangen. Em 1949, mudou-se para a recém reinaugurada Universidade Ludwig Maximilian de Munique, onde, entre 1949 e 1961, ele recebeu uma bolsa de estudo. Ele recebeu seu doutorado em 1953. Realizou sua habilitação (maior qualificação acadêmica) em Munique, e foi supervisionado por Karl Engisch 1961.
Após passar seus exames em direito público, entre 1956 e 1963 Zippelius trabalhou no governo da Baviera, e foi eventualmente promovido à Oberregierungsrat (consultor jurídico sênior do governo) no Ministério do Interior.[carece de fontes?]
Sua habilitação em 1961 abriu o caminho para uma carreira acadêmica, e, em 1963, ele aceitou uma posição como professor em Erlangen, que cobria várias disciplinas do direito, como Filosofia do direito, direito Público, Direito Civil e direito canônico. Apesar das tentativas da universidade de Munique e de outras instituições de ensino superior de atraí-lo para fora da Baviera, ele se manteve em Erlangen por mais de trinta anos. Reinhold Zippelius aposentou-se de seu cargo de professor em Erlangen em 1995.
Zippelius é um membro da Academia de Ciências e Literatura ("Akademie der Wissenschaften und der Literatur") sediada em Mainz. Em 2002, A Faculdade de Teoria Científica e de História na Universidade de Atenas lhe atribuiu um doutorado honorário ("doutor honoris causa").

## Foco
Sua pesquisa acadêmica foi centrada nas teorias do direito constitucional, teoria do estado, e na filosofia e método do direito .
O conceito de "racionalismo crítico", fornece o contexto para as crenças de Zippelius, e ele chegou a engajar Karl Popper, criador do conceito, em intercâmbios pessoais de ideias. Zippelius estendeu a aplicação do método de Popper ao direito. Ele afirmou que muitos dos avanços na legislação e jurisprudência, são resultados da prática de operação de "racionalismo crítico". Ele escreveu sobre "a busca do conceito do direito, no qual, em termos de sua relação com a realidade mais ampla e com a jurisprudência, procede-se empiricamente à identificar, avaliar e melhorar as soluções para os problemas.
Para Zippelius, um código legal ou estrutura equivalente não é um corpo de normas "abstratas" derivadas da vida em um processo unidirecional, mas "a lei em ação", destilada e validada através da ação humana, e, assim, transformada pela evolução contemporânea da realidade de cada cultura.
Em termos de teoria jurídica, os processos principais operam fora da estrutura de leis e jurisprudência, para formar um corpo de conceitos jurídicos baseados em conceitos chave, comparações de casos, e a questão de o que conta como "certo", especialmente em relação à validade de leis injustas.
Em termos de teoria do estado, seus temas incluem a legitimação e e cultivação da democracia, especialmente com relação ao poder da lei, e além dos componentes oligárquicos da democracia pluralista, do federalismo (limites de autoridade, o funcionamento e a ambiguidade do federalismo) e os problemas da burocracia.